# Yvon Vromman
Yvon "Vonvon" Vromman, né en 1950 à Bruxelles, mort en septembre 1989 à Ixelles, est un peintre, graveur, chanteur et guitariste, meneur du groupe The Honeymoon Killers. Icône du milieu artistique bruxellois underground, il a influencé de nombreux artistes belges de la fin du vingtième siècle tout en restant largement méconnu du grand public. 

## Littérature de l'œuvre graphique
- Georges Meurant, "Yvon Vromann" in: Noirs sur Blanc, Bruxelles: Art en Marge, Bulletin no 20, 1989
- Alain Wilbert, Yvon Vromman; (Contient: Apologie d'Yvon Vromman, Quatre textes d'Yvon Vromman, Catalogue des œuvres), Bruxelles: Art en Marge, non daté, 80 pages.
- Georges Meurant, notice "Yvon Vromann" in: Tranches acidulées, Bruxelles: Damasquine Art Gallery, 1993.